# Reprezentacja Gruzji w piłce ręcznej mężczyzn
Reprezentacja Gruzji w piłce ręcznej mężczyzn to narodowy zespół piłkarzy ręcznych Gruzji. Reprezentuje swój kraj w rozgrywkach międzynarodowych. . 

## Występy wMistrzostwach Świata[2]
- Brak udziału

## Występy wMistrzostwach Europy
- 2024 – 18. miejsce